# Ҭ
Ҭ, ҭ – litera rozszerzonej cyrylicy wykorzystywana w języku abchaskim, w którym oznacza dźwięk [tʰ], tj. spółgłoskę zwartą dziąsłową bezdźwięczną z przydechem.

## Kodowanie
| Znak                   | Ҭ                                         | Ҭ                                         | ҭ                                       | ҭ                                       |
| ---------------------- | ----------------------------------------- | ----------------------------------------- | --------------------------------------- | --------------------------------------- |
| Nazwa w Unikodzie      | cyrillic capital letter te with descender | cyrillic capital letter te with descender | cyrillic small letter te with descender | cyrillic small letter te with descender |
| Kodowanie              | dziesiątkowo                              | szesnastkowo                              | dziesiątkowo                            | szesnastkowo                            |
| Unicode                | 1196                                      | U+04AC                                    | 1197                                    | U+04AD                                  |
| UTF-8                  | 210 172                                   | d2 ac                                     | 210 173                                 | d2 ad                                   |
| Odwołania znakowe SGML | &#1196;                                   | &#x04AC;                                  | &#1197;                                 | &#x04AD;                                |